# Danh sách loài cá lớn nhất
Dưới đây là danh sách các loài cá có kích thước lớn nhất:

## Cá vây thùy (Sarcopterygii)

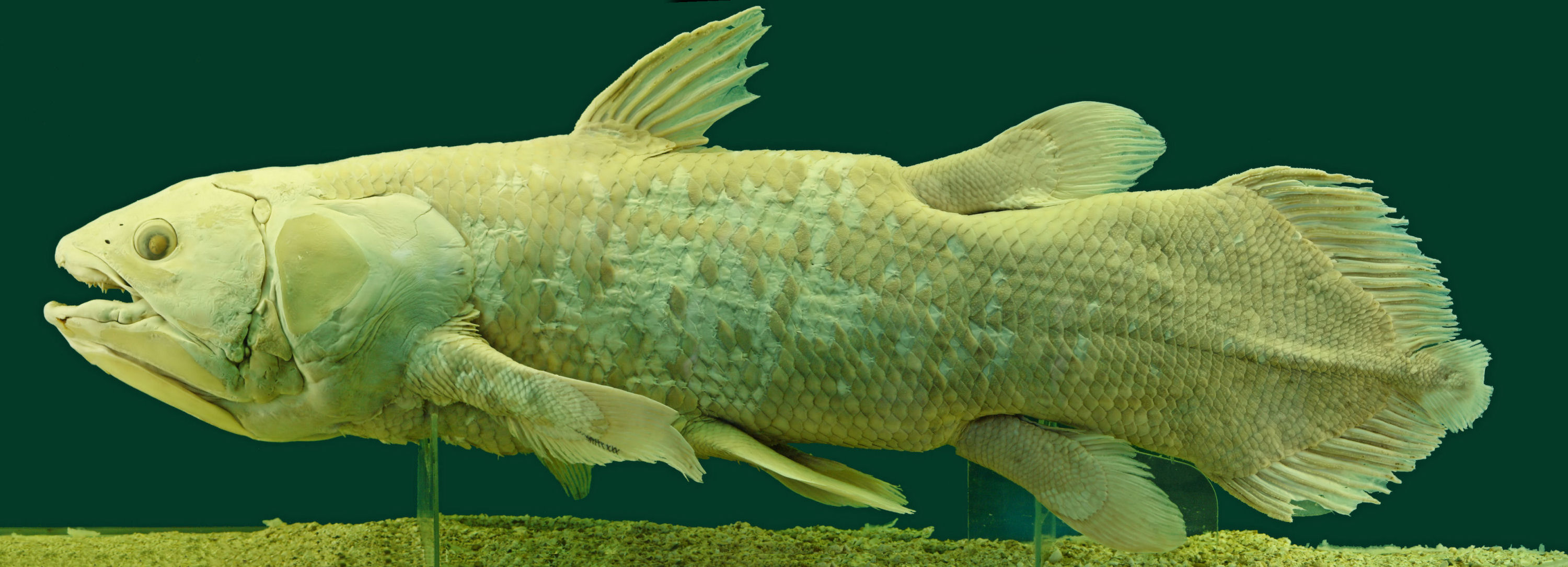
Cá vây tay

Cá vây thùy lớn nhất còn sinh tồn là cá vây tay. Cân nặng trung bình của cá vây tay Tây Thái Bình Dương, (Latimeria chalumnae), là 80 kg (176 lb), và chúng có thể đạt đến chiều dài 2 m (6,5 ft) và cân nặng 110 kg (240 lb). Cá thùy vây lớn nhất mọi thời đại là Hyneria lên tới 5 m (16 ft).
- Cá phổi (Dipnoi)

Loài cá phổi lớn nhất cá phổi cẩm thạch (Protopterus aethiopicus), có thân hình trụ, trơn, thon dài. Đuôi rất dài và thuôn nhọn ở cuối. Chúng có thể đạt chiều dài lên đến 2 m (6,6 ft) và có thể nặng tới 50 kg (110 lb). Vây ngực và vây chậu rất dài và mỏng, gần giống sợi mì spaghetti. Con non mới nở có mang ngoài phân nhánh giống như sa giông. Sau 2-3 tháng, con non biến đổi (gọi là biến thái) thành dạng trưởng thành, mất mang ngoài.

## Cá vây tia (Actinopterygii)

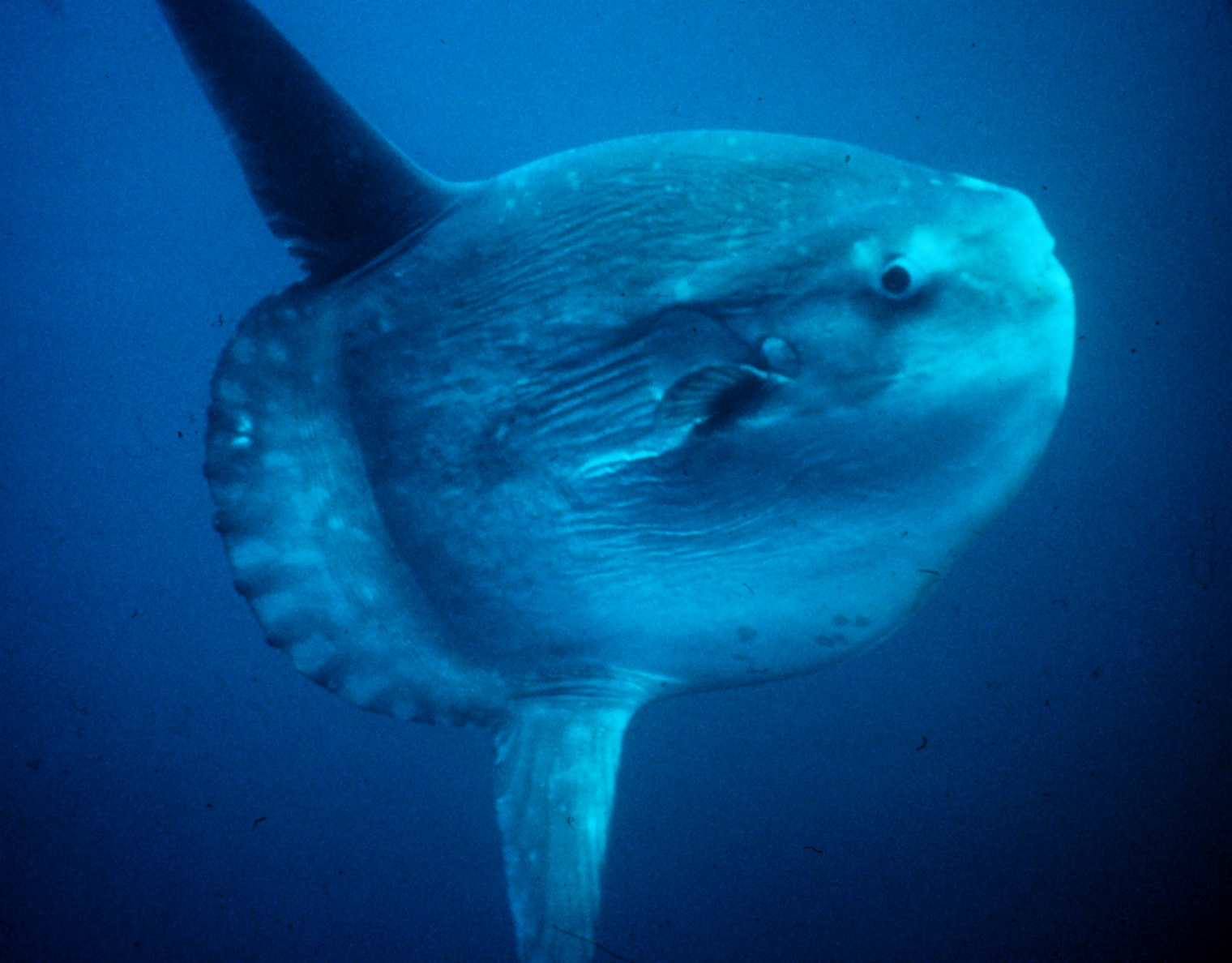
Cá mặt trăng là loài cá xương lớn nhất

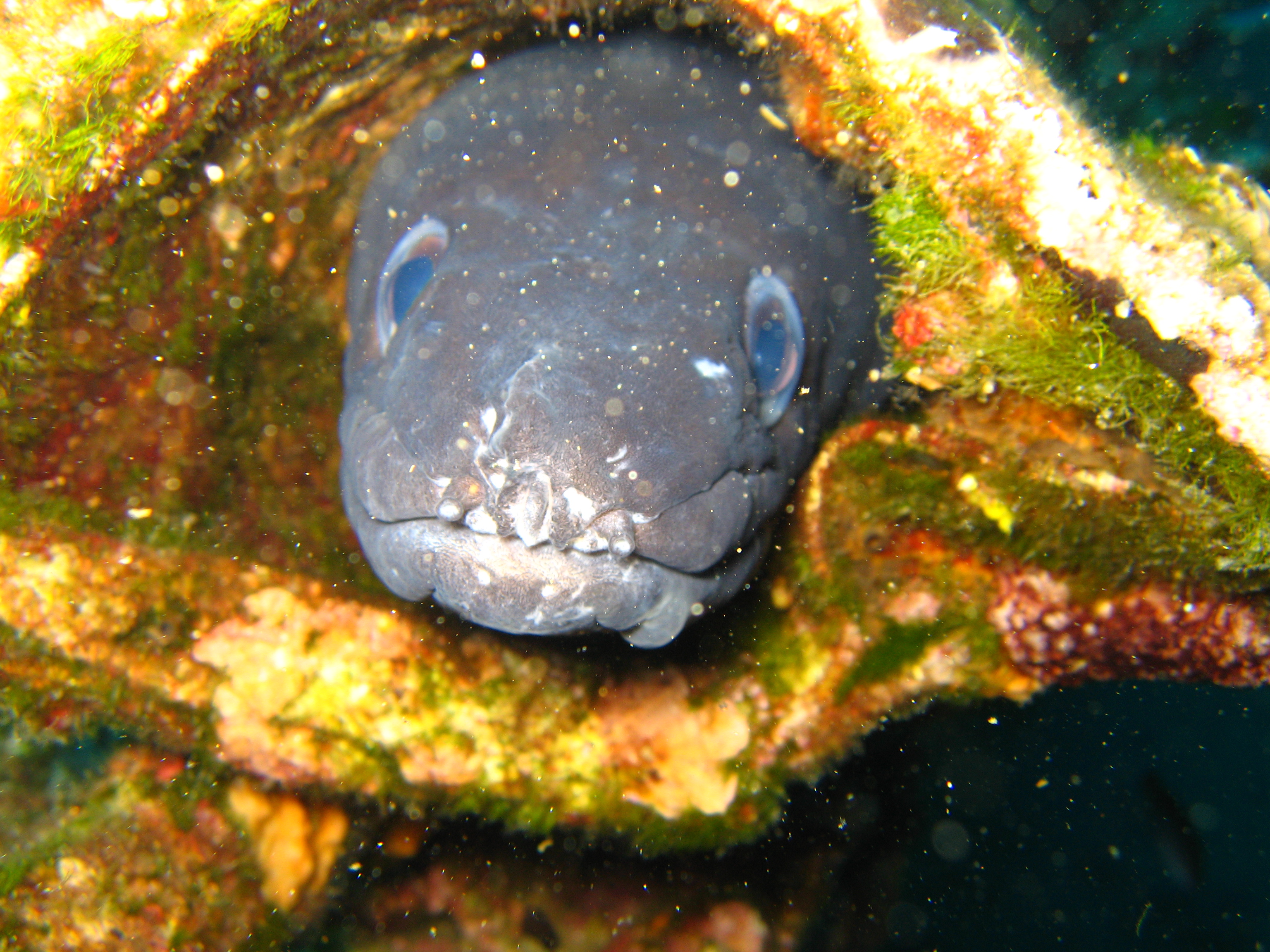
Đầu của cá lạc châu Âu, loài cá chình lớn nhất thế giới

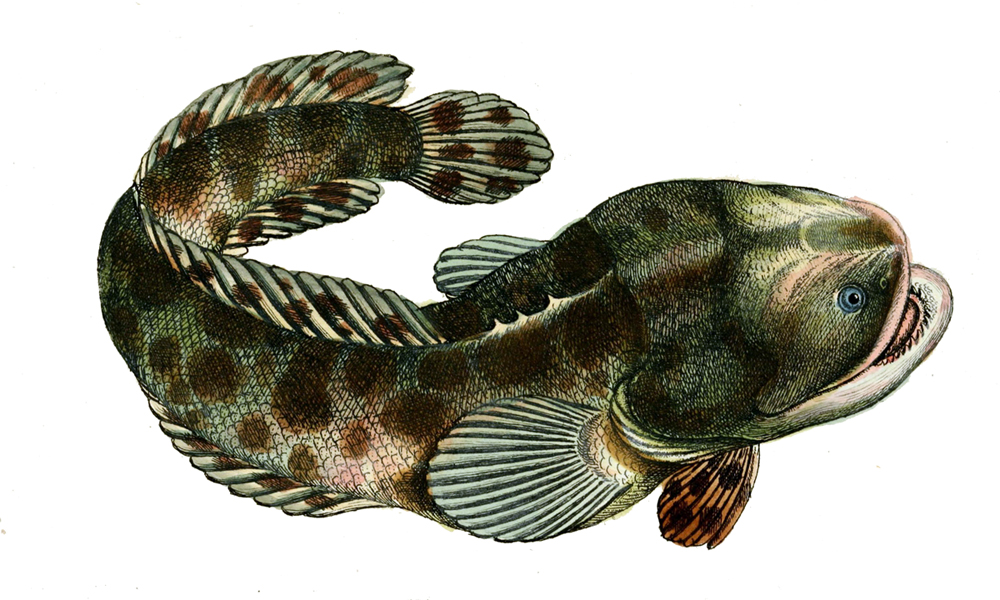
Cá cóc lớn nhất, cá cóc Pacuma.

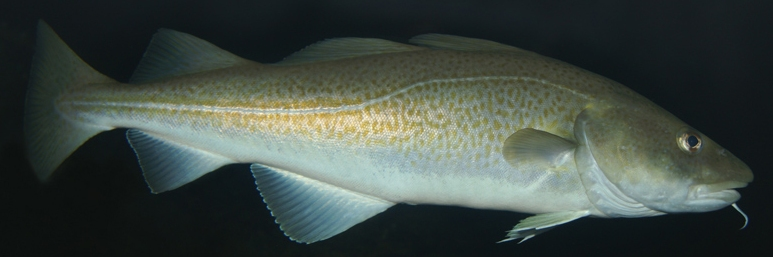
Loài cá tuyết lớn nhất, Cá tuyết Đại Tây Dương.

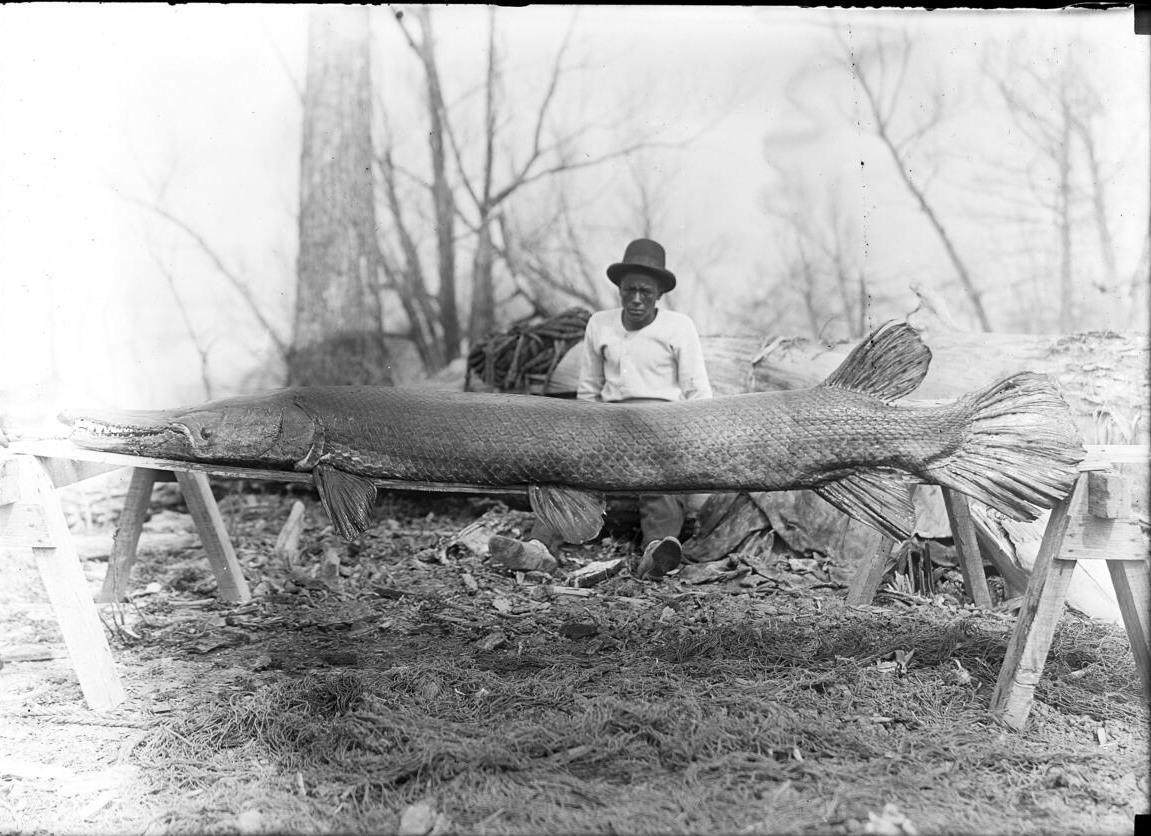
Atractosteus spatula

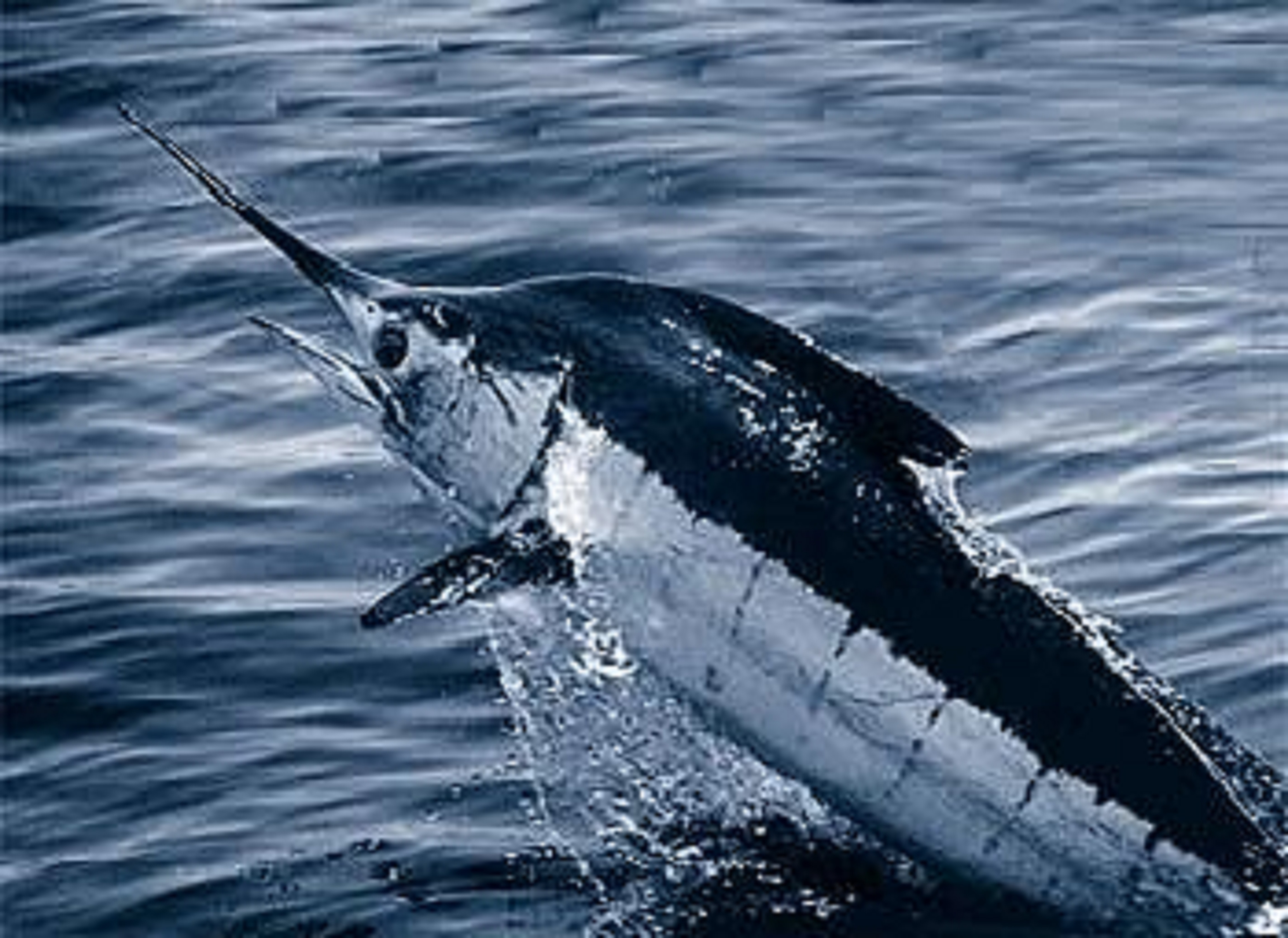
Cá maclin xanh một trong những loài cá lớn nhất thuộc bộ cá vược.

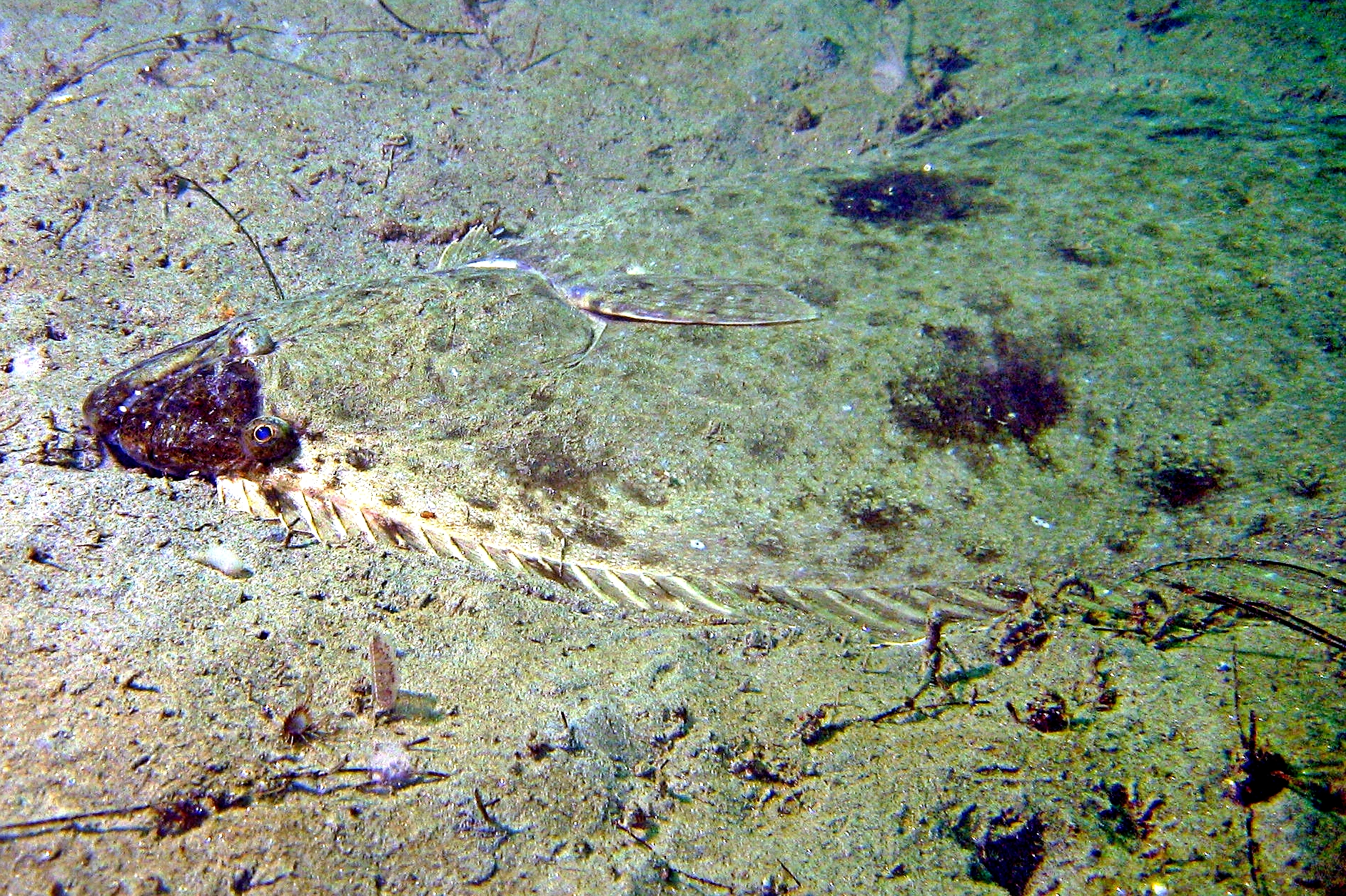
Cá bơn lưỡi ngựa Thái Bình Dương, loài cá thân bẹt lớn nhất.

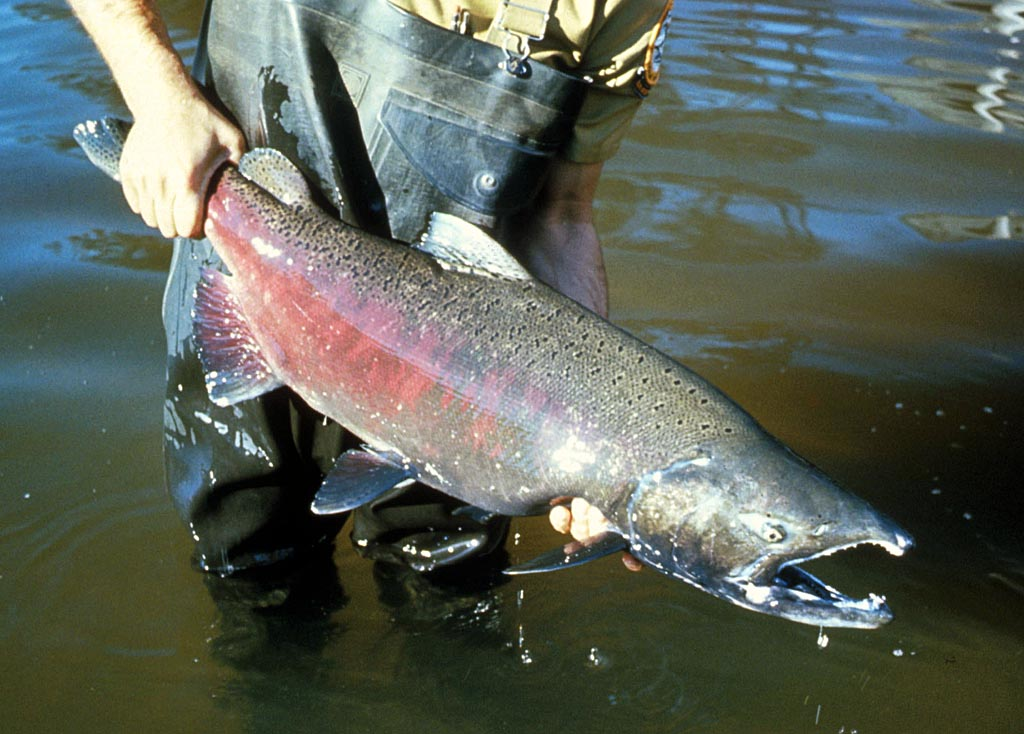
The Chinook salmon is one of the largest species of salmon.

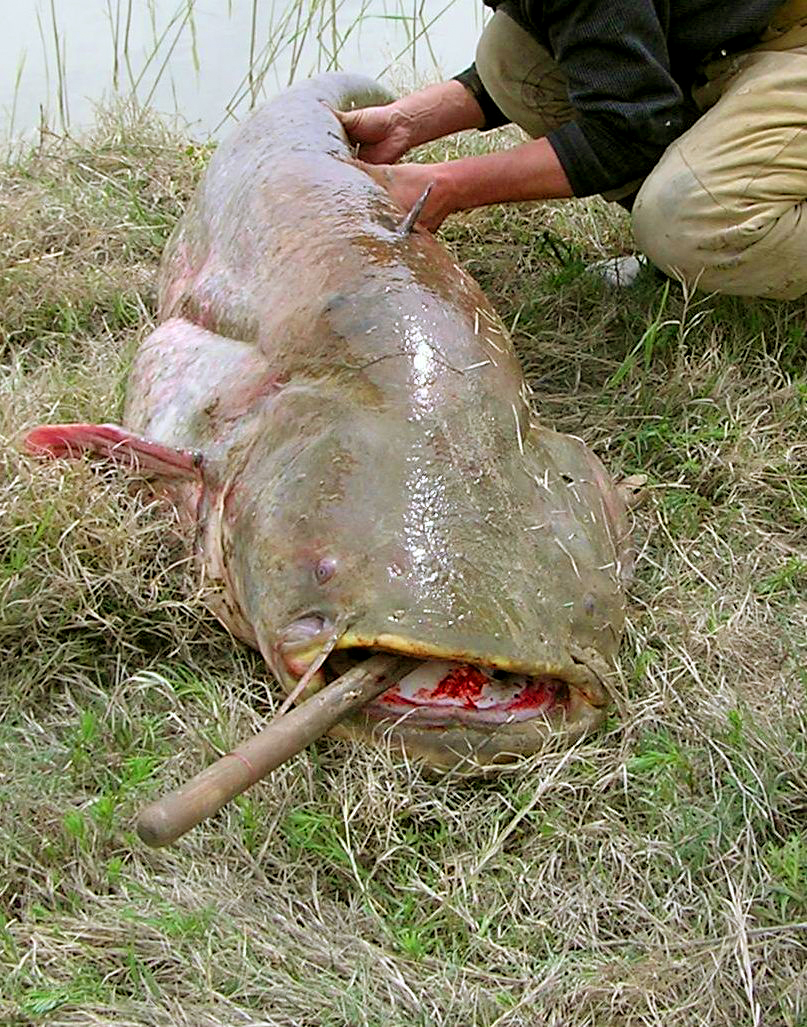
Cá nheo châu Âu là một đối thủ cho danh hiệu cá da trơn lớn nhất.

Loài cá vây tia lớn nhất con sinh tồn là loài cá mặt trăng (Mola mola), một thành viên của bộ Cá nóc (Tetraodontiformes). Kích thước kỷ lục của con cá mặt trăng đâm vào một chiếc thuyền ra đảo chim, Úc vào năm 1910 là chiều dài 4,3 m (14 ft) từ vây-tới-vây, chiều dài 3,1 m (10 ft) và cân nặng khoảng 2.300 kg (5.100 lb).

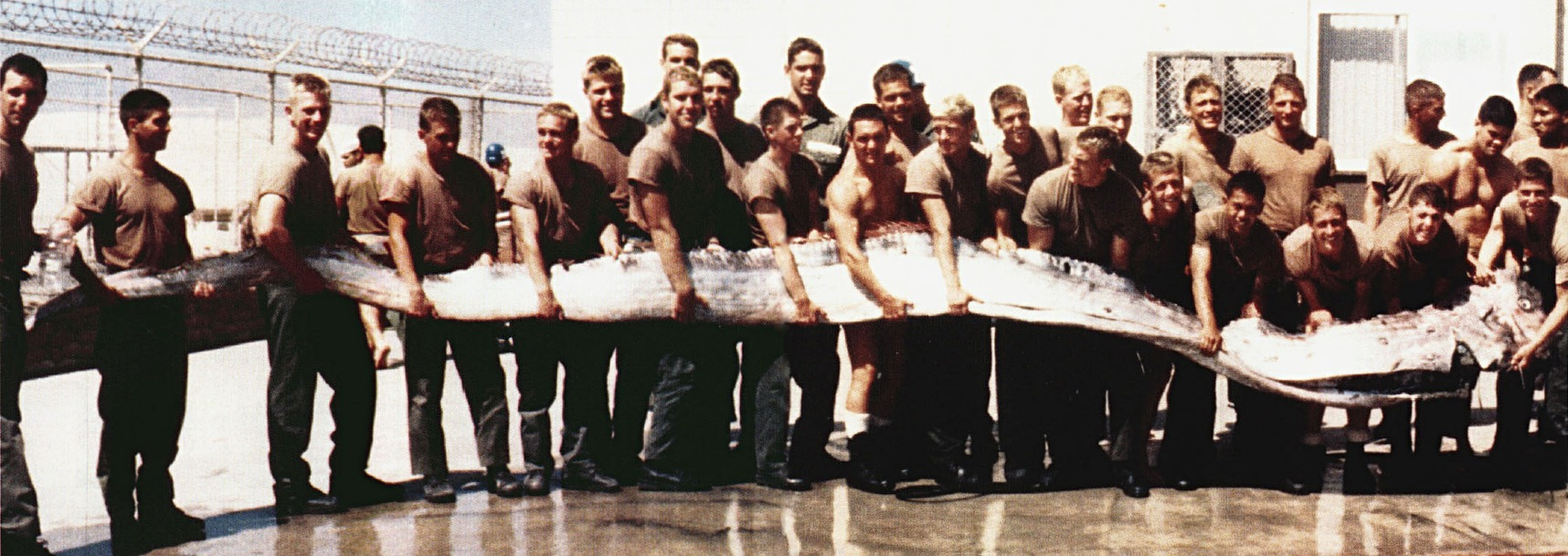
Loài cá cờ mặt trăng khổng lồ rất hiếm, loài cá xương dài nhất.

Về chiều dài, loài cá xương dài nhất trên trái đất là cá cờ mặt trăng khổng lồ (Regalecus glesne). Loài cá này dài hơn 6 m (20 ft) khi trưởng thành. Một mẫu vật bắt được năm 1885 dài 7,6 m (25 ft) và nặng 275 kg (610 lb). Con cá cờ mặt trăng khổng lồ lớn nhất, đâm trúng một tàu hơi nước, dài đến 13,7 m (45 ft), nhưng nhiều mẫu vật chưa được xác minh được báo cáo lên đến 16,7 m (55 ft).
Nhiều loài cá xương lớn tồn tại vào thời tiền sử, loài lớn nhất từng được biết là Leedsichthys. Loài này chắc chắn là loài cá xương lớn nhất từ trước tới nay và có thể là loài sinh vật biển không phải cá voi lớn nhất từng tồn tại. Ước lượng chiều dài của loài cá này từ 9 m (30 ft) tới 30 m và khối lượng 10-150 tấn. Kích thước tối đa 22 m (72 ft) và 90–100 tấn được coi là thực tế nhất.
- Bộ Cá tầm (Acipenseriformes)

Loài cá tầm lớn nhất là Cá tầm Beluga (Huso huso) tại Caspian và biển Đen, loài cá xương duy nhất còn tồn tại có thể cạnh tranh với cá mặt trăng. Mẫu vật lớn nhất được coi là đáng tin cậy đã bị bắt tại cửa sông Volga năm 1827 và dài 7,3 m (24 ft) nặng 1.474 kg (3.250 lb). Loài cá tầm nhỏ lớn một chút Cá tầm Kaluga (Huso dauricus) có cân nặng 1.140 kg (2.500 lb) (Berg, 1932) và chiều dài 5,6 m (18,5 ft). Cá tầm trắng (Acipenser transmontanus), chưa được xác minh nặng 907 kg (2.000 lb) và dài 6,1 m (20,1 ft), cá tầm Nga (A. gueldenstaedtii), nặng tới 1.000 kg (2.200 lb) và dài 5,5 m (18,2 ft) với con cá mái 75 năm tuổi, cũng có thể đạt được kích thước lớn. Cũng nằm trong bộ này là cá tầm thìa Mỹ và cá tầm thìa Trung Quốc (Psephurus gladius), có thể bây giờ đã tuyệt chủng hoặc ít nhất là cực kỳ nguy cấp, cũng là những loài cá rất lớn. Được biết, năm 1950 ngư dân bă1t được một con cá tầm thìa 6,7 m (22 ft), mặc dù không có mẫu vật nào lớn hơn 3,1 m (10 ft) được đo đạc một cách khoa học. Cân nặng cá tầm thìa Trung Quốc được biết nặng khoảng 300 tới 500 kg (660 tới 1.100 lb).
- Bộ Cá vây cung (Amiiformes)

Loài cá vây cung (Amia calva) là loài cá lớn nhất bộ Cá vây cung. Đặc điểm đặc biệt nhất của cá vây cung là vây lưng rất dài của nó gồm 145 tới 250 tia vây,, và chạy từ giữa lưng đến gốc đuôi. Chúng có thể lớn tới chiều dài 109 xentimét (43 in), và cânn nặng 9,75 kilôgam (21,5 lb).
- Bộ Cá chình (Anguilliformes)

Loài "cá chình thực sự" lớn nhất, nếu tính theo cân nặng toàn bộ cơ thể, là cá lạc châu Âu (Conger conger). Kích thước tối đa của loài này lên tới 3 m (10 ft) và 110 kg (240 lb). Một vài loài cá chình moray có thể bằng hoặc lớn hơn cá lạc châu Âu về chiều dài nhưng không thể bằng về cân nặng. Loài cá dài nhất trong bộ là cá chình moray khổng lồ mảnh (Strophidon sathete) dài tới 4 m (13 ft) sống ở Ấn Độ Dương-Thái Bình Dương.
- Bộ Cá suốt (Atheriniformes)

Một bộ được biết đến nhiền nhất bởi các đại diện nhỏ bé của chúng, loài lớn nhất trong bộ là Atherinopsis californiensis sống ở Thái Bình Dương. Mặc dù nó đạt đến 45 cm (18 in), nó thậm chí không được biết đạt tới khối lượng 450 g (1 lb).
- Bộ Cá ốt me biển (Argentiniformes)

Loài lớn nhất bộ là Bathylychnops exilis được tìm thấy ở miền nam Thái Bình Dương và ở miền đông Đại Tây Dương gần Azores nơi nó được tìm thấy ở độ sâu 640 mét (2.100 ft). Loài này có chiều dài 50 xentimét (20 in).
- Bộ Cá răng kiếm (Aulopiformes)

Loài nhất bộ là cá lưỡi chích mũi dài (Alepisaurus ferox), được tìm thấy trên đại dương toàn thế giới. Những con cá này dài 2,1 m (7 ft) và có thể nặng tới 11 kg (24 lb).
- Bộ Cá cóc (Batrachoidiformes)

Cá cóc lớn nhất là cá cóc Pacuma (Batrachoides surinamensis), đạt kích thước 5 lb (2,3 kg) và 23 in (58 cm).
- Bộ Cá nhói (Beloniformes)

Thành viên lớn nhất trong bộ, được biết tới với các thành viên có khả năng nhảy khỏi nước và lướt, là loài Tylosurus crocodilus đạt chiều dài 1,5 m (5 ft) và cân nặng 6,35 kg (14,0 lb). Loài cá chuồn lớn nhất bộ là cá chuồn Nhật Bản (Cheilopogon pinnatibarbatus japonicus), có chiều dài 0,5 m (1,6 ft) và cân nặng hơn 1 kg (2,2 lb).
- Bộ Cá tráp mắt vàng (Beryciformes)

Được biết tới nhiều nhất bởi các gai độc của chúng, đại diện lớn nhất của bộ là Sargocentron spiniferum sống ở vùng biển nhiệt đới, dài 61 cm (24 in) và nặng 3,5 kg (7,7 lb).
- Bộ Cá chép mỡ (Characiformes)

Loài lớn nhất bộ là một loài cá nước ngọt châu Phi, Cá hổ goliath (Hydrocynus goliath). Kích thước lớn nhất của loài này là 1,5 m (5 ft) và 50 kg (110 lb). Trong số các loài lớn nhất của họ Characidae là một loài cá thể thao rất phổ biến, Salminus brasiliensis, dài tới 1 m (3,3 ft) và nặng 31,4 kg (69 lb).
- Bộ Cá trích (Clupeiformes)

Loài cá trích lớn nhất có thể là Cá dựa (Chirocentrus dorab). Kích thước tối đa của loài này được báo cáo là 1,8 m (6 ft), như loài cá mãnh mai này không bao giờ được ghi nhận có khôi lượng quá 3,4 kg (7,5 lb).
- Bộ Cá chép (Cypriniformes)

Họ Ca chép (Cyprinidae), họ động vật có xương số đa dạng nhất, với hơn 2400 loài được biết đến ngày nay. Loài lớn nhất có thể làCá hô (Catlocarpio siamensis), đạt đến một kích thước 3 m (10 ft) và nặng 300 kg (660 lb). Trong nhiều thế kỷ qua, Barbus tor được báo cáo để đạt được kích thước tương tự hoặc thậm chí lớn hơn, nhưng mẫu vật lớn bằng cá hô chưa bao giờ được được báo cáo.
- Bộ Cá chó (Esociformes)

Loài lớn nhất trong bộ này là cá chó sông Ohio (Esox masquinongy) của Bắc Mỹ. Loài cá cướp mồi này có thể lớn đến 1,8 m (6,0 ft) và 45,4 kg (100 lb).
- Bộ Cá sóc (Cyprinodontiformes)

Loài lớn nhất trong bộ cá tương đối nhỏ này là cá bốn mắt Thái Bình Dương (Anableps dowei), đạt kích thước 34 cm (13 in) và 588 g (1,3 lb).
- Bộ Cá cháo biển (Elopiformes)

Bộ này đôi khi được cho là liên quan đến cá chình mặc dù chúng rất khác biệt về hình dáng và hành vi. Loài lớn nhất là Cá cháo lớn Đại Tây Dương (Megalops atlanticus). Chiều dài 161 kg (350 lb) và cân nặng tới 2,5 m (8,2 ft).
- Bộ Cá tuyết (Gadiformes)

Cá tuyết Đại Tây Dương (Gadus morhua) lớn tới 2 m (6,7 ft) và 96 kg (212 lb).
- Bộ Cá gai (Gasterosteiformes)

Loài cá gai lớn nhất là Cá gai biển (Spinachia spinachia). Loài này dài 22 cm (8,7 in) và nặng 8,5 g (0,3 oz).
- Gobiesociformes

Sicyases sanguineus có thể đạt 30 cm (12 in) và khối lượng 1 kg (2,2 lb).
- Bộ Cá măng sữa (Gonorynchiformes)

Loài cá măng sữa (Chanos chanos) là thành viên lớn nhất bộ này. Kích thước tối đa là 22,7 kg (50 lb) và dài 1,84 m (6,1 ft).
- Bộ Cá chình điện (Gymnotiformes)

Cá chình điện (Electrophorus electricus) có cơ thể than dài, hình trụ, thường phát triển dài đến khoảng 2 m (6 ft 7 in), và khối lượng 20 kg (44 lb), khiến nó trở thành loài lớn nhất Gymnotiformes.
- Hiodontiformes

Chỉ có hai loài con sinh tồn trong bộ tương đối mới này. Loài lớn hơn là Cá mắt vàng (Hiodon alosoides) từ các con sông miền nam Bắc Mỹ, có thể lớn tới 0,5 m (1,7 ft) và khối lượng 1,8 kg (4.0 lb).
- Bộ Cá mặt trăng (Lampriformes)

Thành viên lớn nhất bộ này cá cờ mặt trăng khổng lồ (Regalecus glesne), loài cá xương sống sót lâu nhất trên nhất. Một loài cá lớn khác trong bộ này là Lampris guttatus, trái ngược với cá cờ mặt trăng khổng lồ, loài này ngắn và mập. Nó có thể dài tới 2 m (6,6 ft) và nặng 270 kg (600 lb).
- Bộ Cá láng (Lepisosteiformes)

Loài cá láng lớn nhất, và lớn nhất ở Bắc Mỹ, là Atractosteus spatula. Con cá láng lớn nhất từ bị bắt, ở Louisiana năm 1925, dài 3 m (10 ft) và nặng 137 kg (300 lb).
- Bộ Cá vảy chân (Lophiiformes)

Loài lớn nhất bộ cá đa dạng Lophius piscatorius của Đông Bắc Đại Tây Dương. Loài cá miệng to này có thể đạt kích thước 58 kg (127 lb) và 2 m (6,6 ft).
- Bộ Cá đèn (Myctophiformes)

Loài Gymnoscopelus bolini của Ấn Độ-Thái Bình Dương, lớn 249 g (8,8 oz) và 35 cm (14 in).
- Bộ Cá chồn (Ophidiiformes)

Thành viên lớn nhất bộ này Lamprogrammus shcherbachevi, một loài phân bố rộng rãi. Nó có thể lớn gần 2 m (6,7 ft), nhưng thậm chí lớn như vậy nhưng chúng cũng không thể nặng tới 10 kg (22 lb).
- Bộ Cá ốt me (Osmeriformes)

Loài cá ốp me lớn nhất cá ốp me cầu vồng (Osmerus mordax) cơ thể của loài này mãnh và hình trụ. Nó có lưng màu bạc, xanh nhợt và ánh tím, xanh, hồng ở hai bên, với mặt dưới sáng màu. Khi lớn hết, cá ốp me cầu vồng dài giữa 7 và 9 inch (18 và 23 cm) và nặng khoảng 3 ounce (85 g). Cá thế dài quá 12 inch (30 cm) được biết đến.
- Bộ Cá lưỡi xương (Osteoglossiformes)

Loài cá lớn nhất Nam Mỹ thường được biết đến như cá hải tượng long (Arapaima gigas). Kích thước tối đa loài này có thể đạt được là vấn đề tranh cãi và một số thứ hạng nó trong số các loài cá nước ngọt lớn nhất thế giới. Không có con cá hải tượng long nào dài quá 3 m (10 ft) đã được xác minh và đo. Bộ xương của một con cá được đo đạc bởi thợ săn địa phương dài 4,5 m (15 ft) và nặng 200 kg (440 lb) khi bị bắt.
- Bộ Cá vược (Perciformes)

Loài lớn nhất của bộ này, bộ đa dạng nhất trong tất cả động vật có xương sống, là một vận đề được tranh luận. Cá maclin đen (Makaira indica) của Ấn Độ-Thái Bình Dương, Cá maclin xanh (Makaira nigricans) và cá maclin xanh Ấn Độ-Thái Bình Dương (Makaira mazara) là những loài cá maclin có thể lớn nhất bộ. Tất cả các loài trên có kích thước tương tự, đặc biệt có thể dài tới 5 m (16 ft) và nặng 907 kg (2.000 lb) hay thậm chí 1.106 kg (2.440 lb). Một loài cá khổng lồ đáng chú ý khác là cá ngừ vây xanh Đại Tây Dương (Thunnus thynnus), đã được xác nhận lên đến 4,4 m (14 ft) và 679 kg (1.500 lb), mặc dù có báo cáo đạt 910 kg (2.000 lb). Cá kiếm (Xiphias gladius) có thể đạt khối lượng tối đa 650 kg (1.400 lb) và dài 4,5 m (15 ft). Do việc đánh bắt cả hai loài này, cá kiếm và cá ngừ lớn ngày càng hiếm. Một trong những loài cá nước ngọt lớn nhất là cá rô sông Nile (Lates niloticus), cân nặng 200 kg (440 lb) và chiều dài 2 m (6,6 ft). Loài Cá hồng lớn nhất là cá hồng Cubera (Lutjanus cyanopterus) ở biển Caribbe và bờ biển phía đông Nam Mỹ, kích thước lớn nhất 57 kg (130 lb) và 1,6 m (5,2 ft).
- Percopsiformes

Loài lớn nhất của bộ cá nhỏ (cả về số lượng loài và kích thước cơ thể) là Percopsis transmontana của Nam Mỹ. Loài này đạt chiều dài 20 cm (7,9 in) và cân nặng hơn 11 g (0,4 oz).
- Bộ Cá thân bẹt (Pleuronectiformes)

Cá bơn lưỡi ngựa Thái Bình Dương (Hippoglossus stenolepis) là loài cá bơi khổng lồ nặng 363 kg (800 lb) và dài 3 m (10 ft). Cá bơn lưỡi ngựa Đại Tây Dương (Hippoglossus hippoglossus) cũng đôi khi được cho là loài cá thân bẹt lớn nhất, mặc dù nó có kích thước nhỏ hơn một chút, 320 kg (710 lb) và 2,8 m (9,1 ft).
- Bộ Cá râu (Polymixiiformes)

Loài Polymixia busakhini có thể dài tới 0,6 m (1,9 ft).
- Bộ Cá nhiều vây (Polypteriformes)

Polypterus ornatipinnis là loài cá nhiều vây lớn nhất đạt chiều dài 24 inch (61 cm).
- Bộ Cá chình Gulper (Saccopharyngiformes)

Loài cá chình bồ nông (Eurypharynx pelecanoides) lới tới 1 m (3,3 ft) chiều dài.
- Bộ Cá hồi (Salmoniformes)

Loài cá hồi lớn nhất là cá taimen (Hucho taimen). Con cá taimen lớn nhất từ sông Kotui tại Nga, dài 2,1 m (6,9 ft) và nặng 105 kg (230 lb). Một số nguồn cho rằng loài lớn nhất là cá hồi Chinook (Oncorhynchus tshawytscha) mặc dù loài này rơi phía sau taiman về kích thước tối đa. Kích thước lớn nhất của loài này là nặng 61,4 kg (135 lb) và dài 1,5 m (5 ft).
- Bộ Cá mù làn (Scorpaeniformes)

Erilepis zonifer là loài cá lớn nhất bộ. Kích thước tối đa là 1,9 m (6,2 ft) và cân nặng lên tới 91 kg (200 lb).
- Bộ Cá da trơn (Siluriformes)

Hầu hết nhà nghiên cứu hiện nay cho rằng loài cá da trơn lớn nhất thuộc về Cá tra dầu, Pangasianodon gigas, cũng được xem là loài cá nước ngọt nặng nhất. Loài cá này được ghi nhận với kích thước lên đến 350 kg (770 lb) và 3 m (10 ft). Liên quan chặt chẽ tới loài này là cá vồ cờ (Pangasius sanitwongsei) có thể lớn tới 3 m (10 ft) và 300 kg (660 lb). Tuy nhiên, cá nheo châu Âu (Silurus glanis) có thể vượt qua các loài trên trong chiều dài. Đã được xác nhận dài 3,1 m (10 ft), Loài cá khổng lồ này được báo cáo đáng tin cậy dài tới 3.7 m (12 ft) và 265 kg (580 lb) và nghi ngờ 4,3 m (14 ft).
- Bộ Cá rồng râu (Stomiiformes)

Oppostomias micripnus nặng 452 g (1 lb) và dài 50 cm (20 in) là loài lớn nhất bộ.
- Bộ Lươn (Synbranchiformes)

Lươn cẩm thạnh (Synbrachus marmoratus) của Trung và Nam Phi. Loài lươn này có thể dài 1,5 m (4,9 ft) và nặng 7 kg (15,4 lb).
- Bộ Cá chìa vôi (Syngnathiformes)

Loài cá chìa vôi đỏ (Fistularia petimba), một loài cá dài, mảnh được tìm thấy tại đại dương nhiệt đới toàn thế giới. Loài cá này có thể đại chiều dài 2 m (6,6 ft) và cân nặng 4,65 kg (10,3 lb). Loài cá ngựa bụng lớn (Hippocampus abdominalis) được tìm thấy tạingoài khơi của Úc và New Zealand, mà có thể phát triển đến 35 cm (14 in) và 60 g (2,1 oz).
- Bộ Cá dây (Zeiformes)

Cá dây Cape (Zeus capensis) có chiều dài 90 cm (36 in) và cân nặng 20 kg (44 lb).

## Lớp Cá sụn (Chondrichthyes)

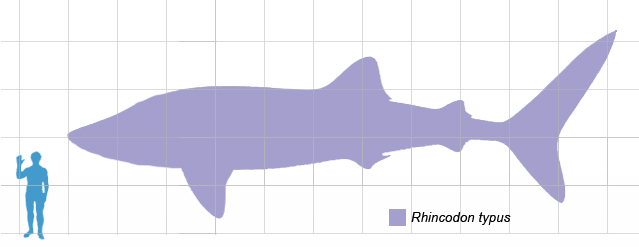
So sánh kích thước giữa cá nhám voi và người.

Cá sụn là không liên quan trực tiếp đến "cá xương", nhưng đôi khi gộp lại với nhau vì đơn giản cho việc mô tả. Loài cá sụn lớn nhất, của bộ Orectolobiformes, là cá nhám voi (Rhincodon typus). Nó cũng là sinh vật sống lớn nhất không phải cá voi và, giống như những con cá voi lớn, loài này là sinh vật hiền lành chuyên ăn sinh vật phù du. Mẫu được xác nhận lớn nhất bị bắt vào năm 1949 dài 12,7 m (42 ft) và nặng 21,5 tấn. Mặc dù còn chưa rõ ràng, có một số báo cáo cá nhám voi lớn nặng 37 tấn và dài 17 m (56 ft).

## Lớp Cá mập gai (Acanthodii)
Chi Cá mập gai Ischnacanthus. Vài loài có kích thước lớn, dài tới 2 m.

## Lớp Cá da phiến (Placodermi)
Các chi cá lớn nhất trong lớp nay đã tuyệt chủng này là Dunkleosteus và Titanichthys. Những loài động vật khổng lồ này có thể dài tới 10 m (33 ft) và được ước tính có cân nặng 3.6 tấn. Con trưởng thành trung bình dài 9,7 m (32 ft) và nặng 9 tấn.

## Cá mút đá Myxin (Myxini)
Cá mút đá Myxin, theo phân loại học không phải cá thật sự, là một trong những sinh vật có xương sống nguyên thủy nhất còn tồn tại. Chỉ có một bộ và họ còn tồn tại trong lớp này. Tất cả 77 loài được biết đến có cơ thể dài, giống lươn. Loài cá mút đá myxin Goliath (Eptatretus goliath). Chúng có thể dài 1,28 m (4,2 ft) và nặng tới 6,2 kg (14 lb).

## Cá mút đá (Petromyzontida)

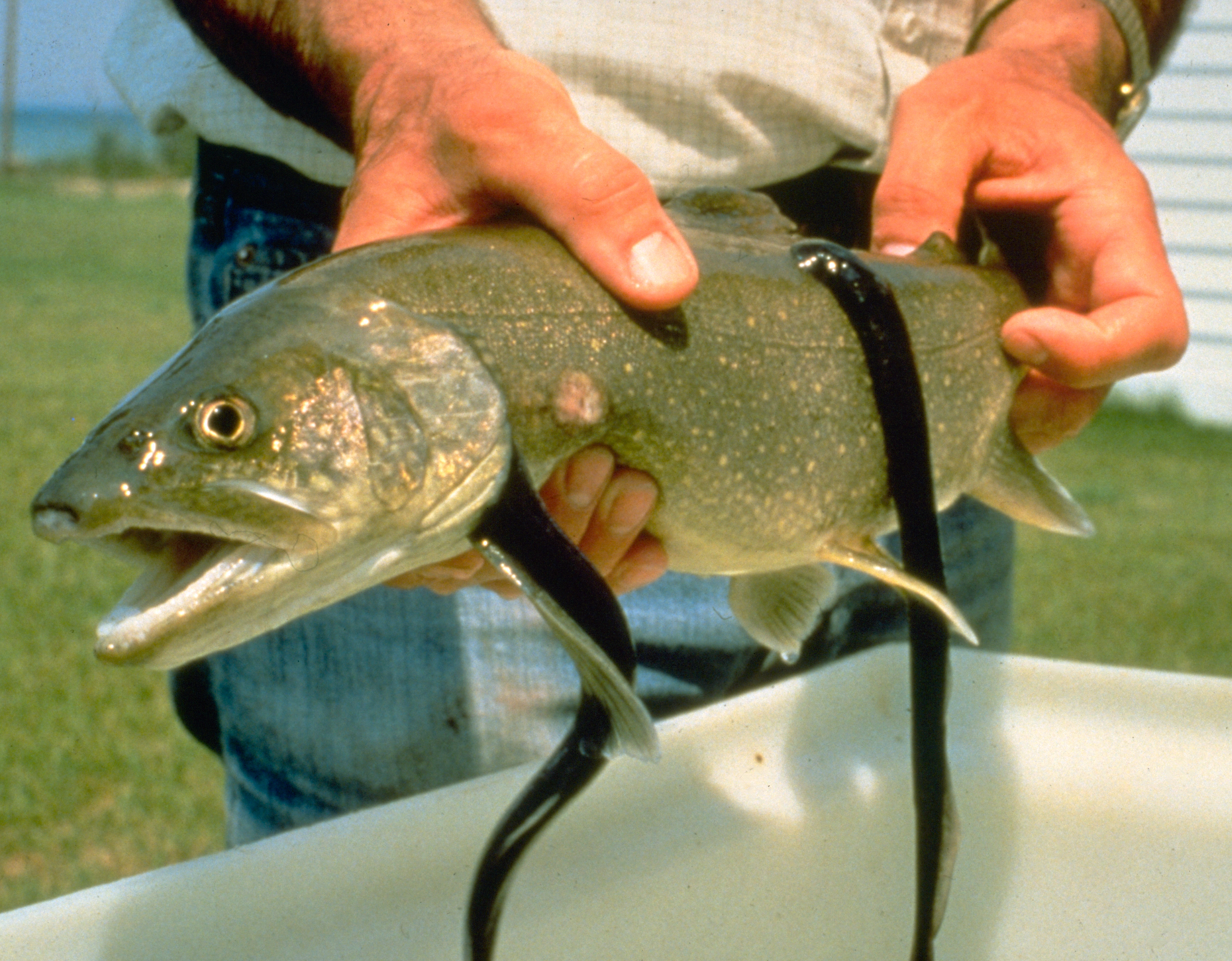
Cá mút đá biển ăn cá hồi

Cá mút đá có bề ngoài tương tự như cá mút đá Myxin, chúng có hình dáng giống lươn, nhưng cũng đủ khác biệt để tạo thành một lớp riêng. Loài lớn nhất là cá mút đá biển có thể lớn tới 1,2 m (3,9 ft) và nặng 2,5 kg (5,5 lb).